# 本命
| ウィキペディアには「本命」という見出しの百科事典記事はありません（タイトルに「本命」を含むページの一覧/「本命」で始まるページの一覧）。 代わりにウィクショナリーのページ「本命」が役に立つかもしれません。 |